# Abierto de Estados Unidos 2011
El Abierto de Estados Unidos 2011 es un torneo de tenis disputado en superficie dura, siendo el cuarto y último torneo del Grand Slam del año. La 131.ª edición del Abierto de Estados Unidos se celebró entre el lunes 29 de agosto y el domingo 11 de septiembre de 2011,en el USTA Billie Jean King National Tennis Center de Nueva York (EE. UU.).

## Sistema de puntuación ATP

### Seniors
| Etapa                      | Individuales masculino | Dobles masculino | Individuales femenino | Dobles femenino |
| -------------------------- | ---------------------- | ---------------- | --------------------- | --------------- |
| Campeón                    | 2000                   | 2000             | 2000                  | 2000            |
| Finalista                  | 1200                   | 1200             | 1400                  | 1400            |
| Semifinales                | 720                    | 720              | 900                   | 900             |
| Cuartos de final           | 360                    | 360              | 500                   | 500             |
| 4.ª ronda                  | 180                    | 180              | 280                   | 280             |
| 3.ª ronda                  | 90                     | 90               | 160                   | 160             |
| 2.ª ronda                  | 45                     | 0                | 100                   | 5               |
| 1.ª ronda                  | 10                     | –                | 5                     | –               |
| Clasificados               | 25                     | 25               | 60                    | 48              |
| 3.ª ronda de clasificación | 16                     | –                | 50                    |                 |
| 2.ª ronda de clasificación | 8                      | –                | 40                    |                 |
| 1.ª ronda de clasificación | 0                      | –                | 2                     |                 |

### Junior points
| Etapa                                     | Individuales masculinos | Individuales femenino | Dobles masculino | Dobles femenino |
| ----------------------------------------- | ----------------------- | --------------------- | ---------------- | --------------- |
| Campeón                                   | 250                     | 250                   | 180              | 180             |
| Finalista                                 | 180                     | 180                   | 120              | 120             |
| Semifinales                               | 120                     | 120                   | 80               | 80              |
| Cuartos de final                          | 80                      | 80                    | 50               | 50              |
| 2.ª ronda                                 | 50                      | 50                    | 30               | 30              |
| 1.ª ronda                                 | 30                      | 30                    | –                | –               |
| Clasificados que perdieron en la 1ª ronda | 25                      | 25                    |                  |                 |
| Última ronda de clasificación             | 20                      | 20                    |                  |                 |

## Campeones

### Sénior

#### Individuales masculino
Novak Djokovic a  Rafael Nadal por 6-2, 6-4, 6-7(3–7), 6-1.
Fue el décimo título del serbio del año y el vigésimo octavo de su carrera, volviendo a vencer a Nadal por sexta vez consecutiva en una final. Era también su cuarta corona de Grand Slam.

#### Individuales femenino
Samantha Stosur a  Serena Williams por 6-2, 6-3.

#### Dobles masculino
Jürgen Melzer /  Philipp Petzschner a  Mariusz Fyrstenberg /  Marcin Matkowski por 6-2 6-2

#### Dobles femenino
Liezel Huber /  Lisa Raymond a  Vania King /  Yaroslava Shvedova por 4–6, 7–6(7–5), 7–6(7–3)

#### Dobles mixtos
Melanie Oudin /  Jack Sock def.  Gisela Dulko /  Eduardo Schwank, 7–6(7–4), 4–6, [10–8]

### Junior

#### Individuales masculino
Oliver Golding vence a  Jiří Veselý por 5-7 6-3 6-4

#### Individuales femenino
Grace Min vence a  Caroline Garcia por 7-5 7-6(3)

#### Dobles masculinos
Robin Kern /  Julian Lenz  vencen a   Maxim Dubarenco /  Vladyslav Manafov por 7–5 6–4

#### Dobles femenino
Irina Khromacheva /  Demi Schuurs vencen a  Gabrielle Andrews /  Taylor Townsend por 6–4, 5–7, [10–5]